# الشعلة الزرقاء (مسرحية)
الشعلة الزرقاء عبارة عن مسرحية من أربعة أعمال كتبها جورج ف. هوبارت  وجون ويلارد، اللذان قاما بمراجعة نسخة سابقة من قبل ليتا فانس نيكولسون. في عام 1920 ، قدم المسرحية ألبرت إتش وودز في برودواي وفي جولة عبر الولايات المتحدة. روث جوردون ، الشخصية الرئيسية ، هي شابة متدينة تموت ويتم إحيائها من قبل خطيب عالمها باعتبارها امرأة قاتلة بلا روح. تغري العديد من الرجال وتورطهم في جرائم ، بما في ذلك تعاطي المخدرات والقتل. في الفصل الأخير ، تم الكشف عن موتها وقيامتها ليكونا حلمًا . قام ببطولة الإنتاج ثيدا بارا ، وهي ممثلة سينمائية صامتة شهيرة اشتهرت بلعب أدوار مماثلة في الأفلام.